# Cumoniscus kruppi
Cumoniscus kruppi is een kreeftachtigensoort uit de familie van de Deoterthridae. De wetenschappelijke naam van de soort is voor het eerst geldig gepubliceerd in 1903 door Bonnier.